# Oudon
 Oudon  es una población y comuna francesa, situada en la región de Países del Loira, departamento de Loira Atlántico, en el distrito de Ancenis y cantón de Ancenis.

## Demografía

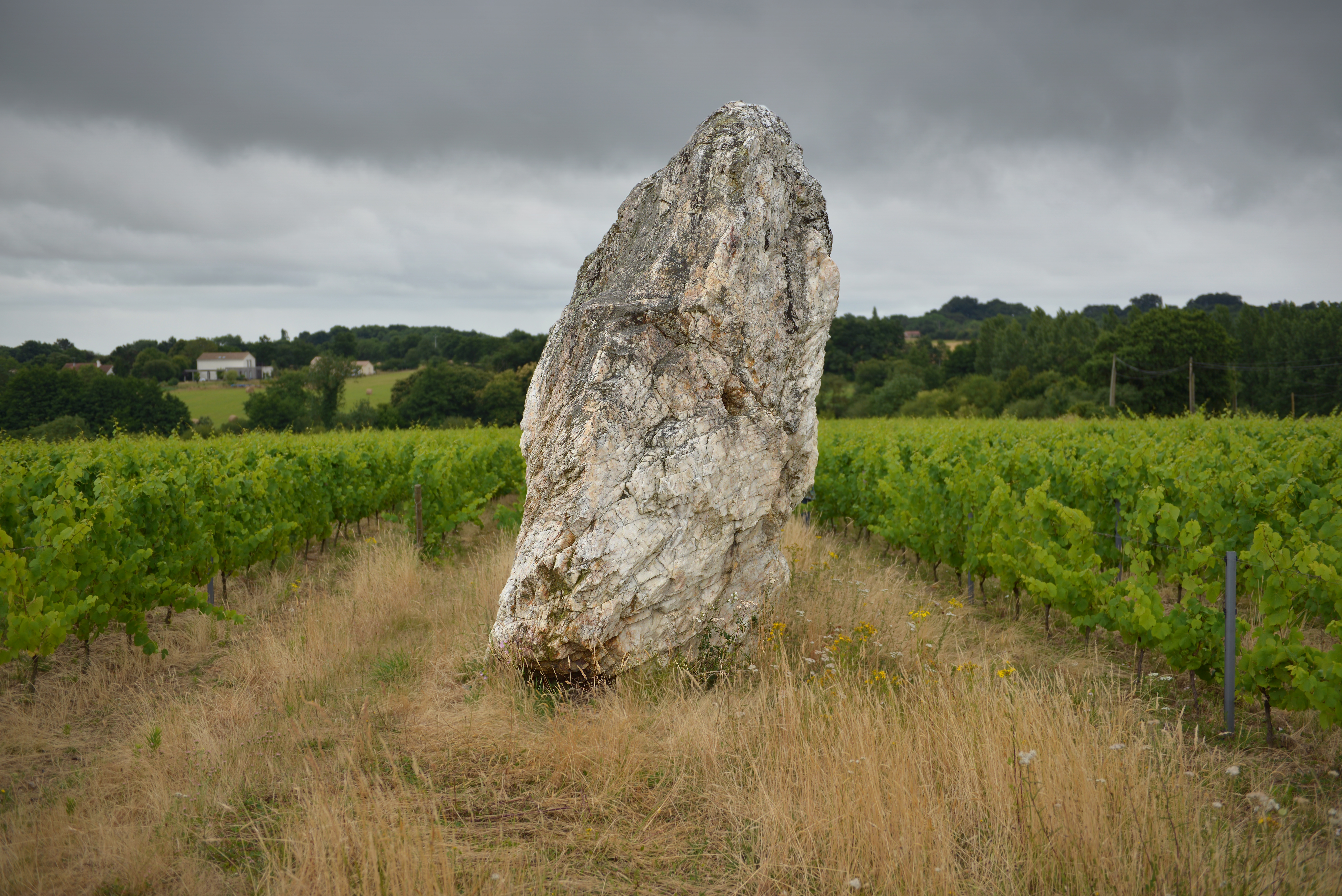
Menhir "Pierre Blanche".

| 1362 | 1371 | 1599 | 2001 | 2353 | 2616 |
| Para los censos de 1962 a 1999 la población legal corresponde a la población sin duplicidades (Fuente: INSEE [Consultar]) |      |      |      |      |      |